# Servaea murina
Servaea murina là một loài nhện trong họ Salticidae.
Loài này thuộc chi Servaea. Servaea murina được Eugène Simon miêu tả năm 1902.